# In Evening Air
In Evening Air è il secondo album del gruppo musicale synth pop dei Future Islands, pubblicato il 4 maggio 2010 dall'etichetta Thrill Jockey.
Per la copertina dell'album è stato utilizzato il dipinto And Next, Next... Next... dell'artista Kymia Nawabi, realizzato nel 2009.

## Tracce
1. Walking Through That Door
2. Long Flight
3. Tin Man
4. An Apology
5. In Evening Air
6. Swept Inside
7. Inch of Dust
8. Vireo's Eye
9. As I Fall